# 阿鲁纳·丹达内
阿鲁纳·丹达内（法語：Aruna Dindane，1980年11月26日—），科特迪瓦足球运动员，司职前锋，目前效力于法甲球會朗斯。

## 生平

### 球會
阿魯納·迪丹尼早年曾獲得象牙海岸聯賽的神射手獎項，於2000年遠赴歐洲，效力比利時球會安德列治。其間他一共為該比利時球會贏得兩屆聯賽冠軍(2001、2004)。他並於2003年被選為該年度比利時聯賽最佳球员，為50年來首位獲此殊榮的非洲足球員。
2005年他轉到法甲效力朗斯。首一季上陣28場僅入6球，但翌季其潛能盡發，全季34場上陣，就已取得11個入球。
2009年8月28日獲外借到英超球會樸茨茅夫一個球季。

### 國家隊
阿魯納·迪丹尼曾入選為2006年世界杯大軍成員，在2006年非洲國家杯對加蓬的比賽中以5比0大勝，其中阿魯納·迪丹尼連中三元。不過幾個月後的世界杯，阿魯納·迪丹尼卻未見突出。

## 榮譽
- 象牙海岸聯賽神射手：1999
- 比利時聯賽冠軍：2001、2004

## 外部連結
- Profile, stats and pictures of Aruna Dindane （页面存档备份，存于）